# Centrale Bibliotheek van de Universiteit van Boekarest
De Centrale Bibliotheek van de Universiteit van Boekarest is de universiteitsbibliotheek van de universiteit van Boekarest.

## Geschiedenis
Het gebouw werd in opdracht van koning Carol I gebouwd en is ontworpen door de Franse architect Paul Gottereau. Voor het gebouw staat een ruiterstandbeeld van deze koning. Tijdens de revolutie van 1989 werd het gebouw platgebrand en is een deel van de bibliotheek met zeldzame boeken verloren gegaan. Onder auspiciën van UNESCO is in 1990 begonnen met de wederopbouw van de bibliotheek, 20 november 2001 was de officiële heropening. Aan de overzijde van de straat ligt het nationaal kunstmuseum van Roemenië.

## Externe link

ruiterstandbeeld van koning Carol I
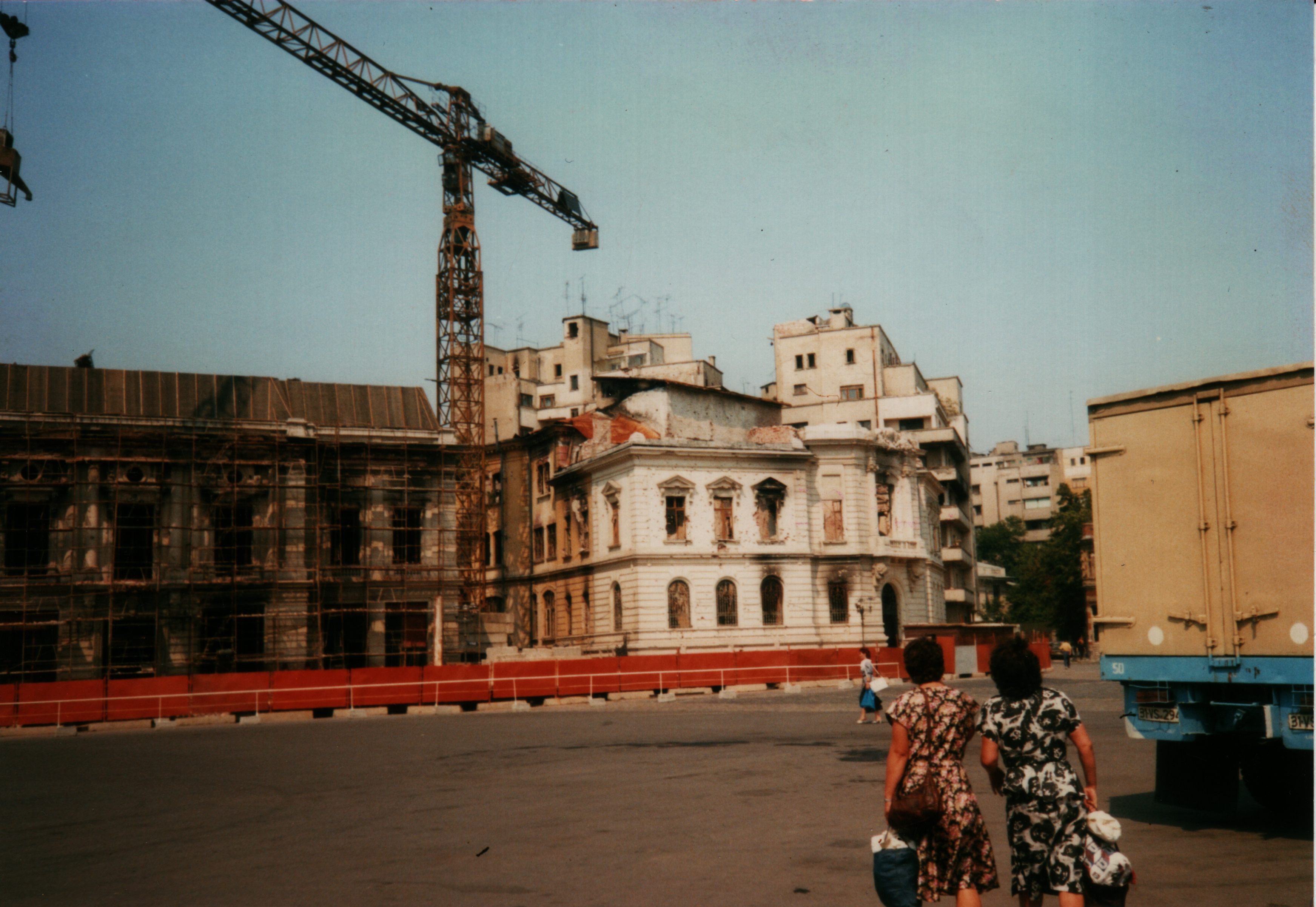
verbrande bibliotheek in juli 1990
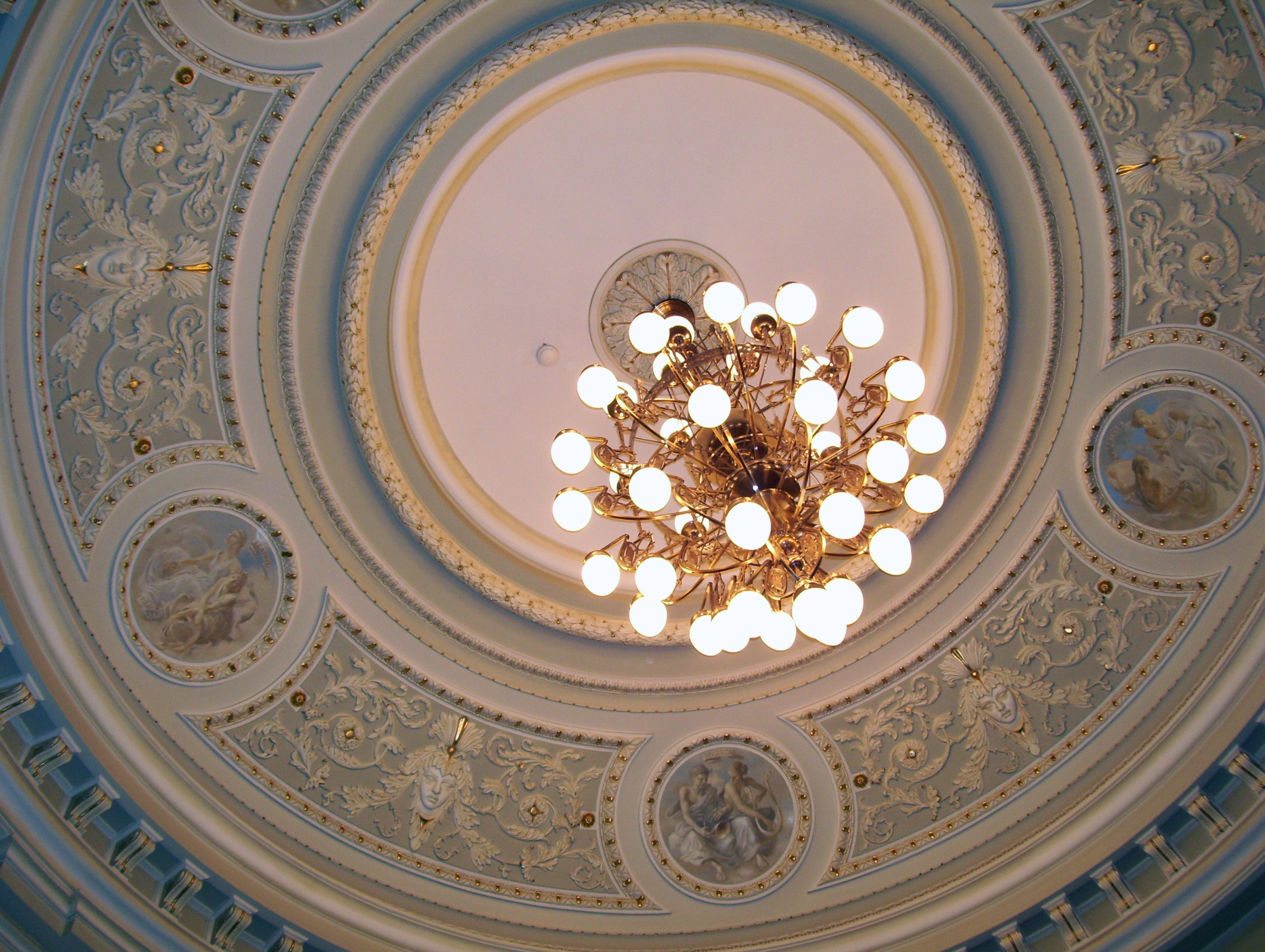
interieur